# فرهاد بدل‌بیگلی

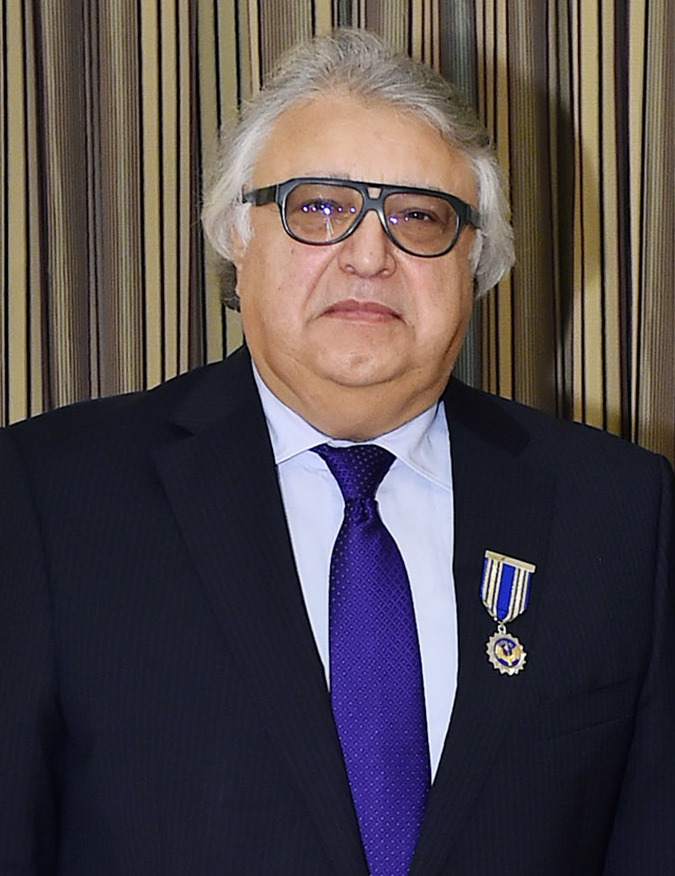
فرهاد بدل‌بیگلی، آهنگساز اهل آذربایجان - ۲۰۱۷

فرهاد بدل‌بیگلی (ترکی آذربایجانی: Fərhad Bədəlbəyli) نوازنده پیانو، آهنگساز و موسیقی‌شناسی سرشناس اهل جمهوری آذربایجان است. وی زمامداری آکادمی موسیقی باکو را به عهده دارد.

## زندگی‌نامه
فرهاد بدل‌بیگلی در ۲۷ دسامبر سال ۱۹۴۷، در خانواده شمسی بدل‌بیگلی، کارگردان نمایش معروف آذربایجانی، در باکو زاده شد.
بین سال‌های ۱۹۶۵ تا ۱۹۶۹ در آکادمی موسیقی باکو تحصیل کرد. در سال ۱۹۶۹ رهسپار مسکو و تا سال ۱۹۷۱ در مقطع دکترای فیلاسوفیا در کنسرواتوار دولتی چایکوفسکی مسکو به تحصیل دانش ادامه داد.
فرهاد بدل‌بیگلی بعد از اجرای موفقیت‌آمیز خود در مسابقات بین‌المللی بدریخ اسمتانا و «ویانا دا متا» آوازه بسیار بزرگی یافت.
وی تا به حال در چند دنیای جهان کنسرت اجرا کرده‌است. برگزاری کنسرت‌ها و آگاهی بخشی در حیطه فعالیت‌های فرهاد بدل‌بیگلی از اهمیت خاصی برخوردار است. از سال ۱۹۸۶ تا ۱۹۸۹ معاونت اول ریاست «انجمن موسیقی آذربایجان» را بر عهده داشت.
«مرکز هنری باکو» (که میان سال‌های ۱۹۸۷–۱۹۹۶ ریاست آن را عهده‌دار بود) و «انجمن موسیقیدانان آذربایجان» (که از سال ۱۹۸۹ تاکنون سکاندار آن می‌باشد) با ابتکار فرهاد بدل‌بیگلی تأسیس شده‌اند.
فرهاد بدل‌بیگلی در سال ۱۹۹۵ به عضویت در «صندوق دوست‌های فرهنگ آذربایجان» درآمد. در سال ۱۹۷۱ تا به حال در «کنسرواتوار دولتی آذربایجان» مشغول درس دادن است. از سال ۱۹۹۱ سکان هدایت آکادمی موسیقی باکو را در دست دارد.

## جوایز
- «جایزه هنرمند پیشتاز» آذربایجان شوروی (۱۹ آوریل سال ۱۹۷۲)[۴]
- «جایزه هنرمند مردمی» آذربایجان شوروی (۱۱ ژانویه ۱۹۷۸)[۵]
- مدرک افتخاری شورای عالی آذربایجان شوروی (۲۴ فوریه سال ۱۹۷۹)[۶]
- جایزه هنرمند مردمی اتحاد جماهیر شوروی (۱۹۹۰)
- «جایزه دولتی» آذربایجان شوروی (۱۹۸۶)
- «نشان شهرت» (۱۹۹۷)
- «نشان «هنر و ادبیات فرانسه» (۲۰۰۰)
- «نشان استقلال» (۲۵ دسامبر ۲۰۱۷)[۷]